# Batería de Cenizas
La Batería de las Cenizas, también conocida como C-9, es una fortificación de soporte de artillería costera situada en el monte de las Cenizas, dentro del término municipal de Cartagena (Región de Murcia, España) y más concretamente en la diputación de Rincón de San Ginés. Su acceso se encuentra en la carretera que comunica Los Belones con Portmán.
Fue declarada Bien de Interés Cultural el 7 de agosto de 1997.

## Historia
La batería fue construida y artillada entre 1930 y 1934 según como se proyectó en el año 1926, durante el programa de dotación de un cinturón defensivo a la estratégica plaza de Cartagena por la dictadura de Primo de Rivera. La batería fue dotada con dos cañones de costa de la empresa británica Vickers-Armstrongs, del modelo 381 mm/45 calibres -quince pulgadas-. Estas piezas tenían la potencia suficiente como para disparar un proyectil de casi una tonelada a 35 kilómetros.
Su labor era proteger la entrada a la bahía de Cartagena junto a su gemela, la Batería de Castillitos, construida dos años más tarde y sita en el cabo Tiñoso, en un fuego cruzado que impidiese la entrada de elementos hostiles.
Durante la Guerra Civil, tuvo un importante papel, pues debía mantener alejada de la base naval, del Gobierno de la Segunda República, a la Armada franquista. Años más tarde, debido a los avances tecnológicos producidos durante la Segunda Guerra Mundial y la Guerra Fría, su emplazamiento y armamento quedaron desfasados.
Permaneció en servicio hasta 1994, cuando se procedió a la aplicación del Plan NORTE, que buscaba un mayor aprovechamiento de los recursos de las Fuerzas Armadas. Desde entonces la batería se vio abandonada y víctima de un progresivo deterioro, con sus cañones inutilizados, hasta hoy en día, cuando se encuentra en un pésimo estado de conservación. En este sentido, en octubre de 2014 fue incluida por la asociación Hispania Nostra en su Lista roja de patrimonio en peligro.

## Arquitectura
La Batería de Cenizas está situada a una cota de 305 metros de altura, y su pórtico de entrada está inspirado en la ciudad maya de Chichén Itzá, de estilo posclásico mesoamericano. Cada pieza de artillería cuenta con una sala de máquinas, almacenes de pólvora y repuestos y una cámara de carga.

## Galería de fotos

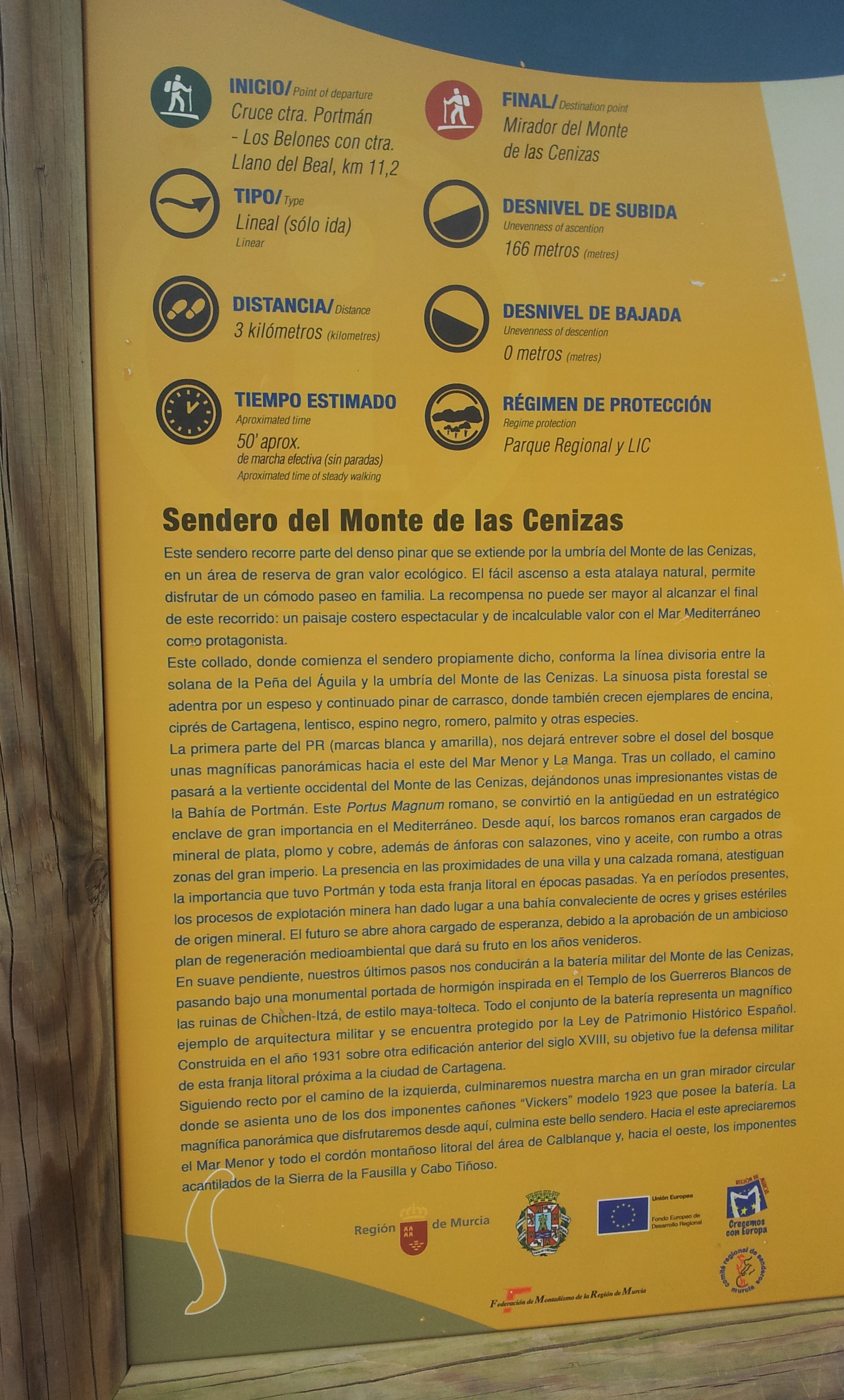
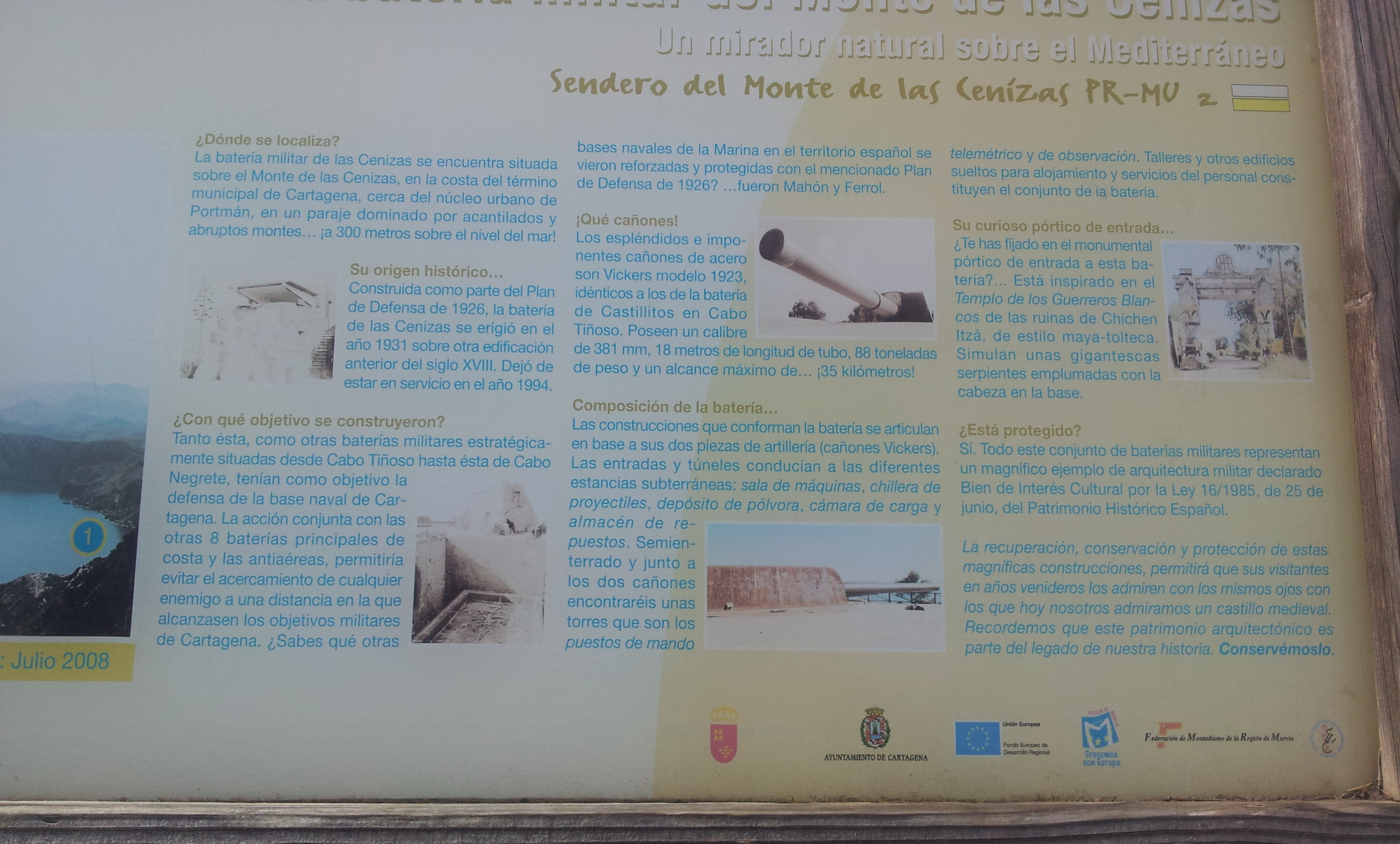
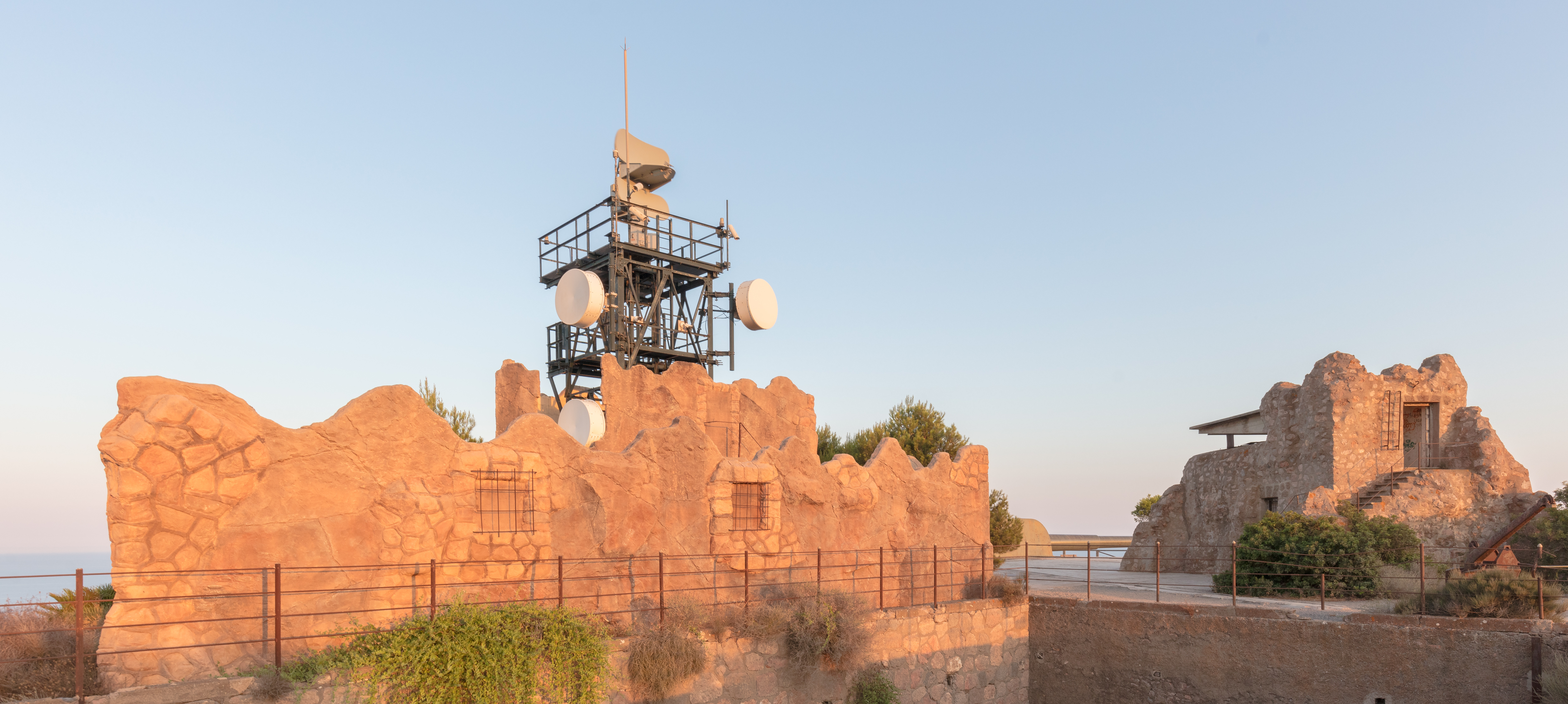
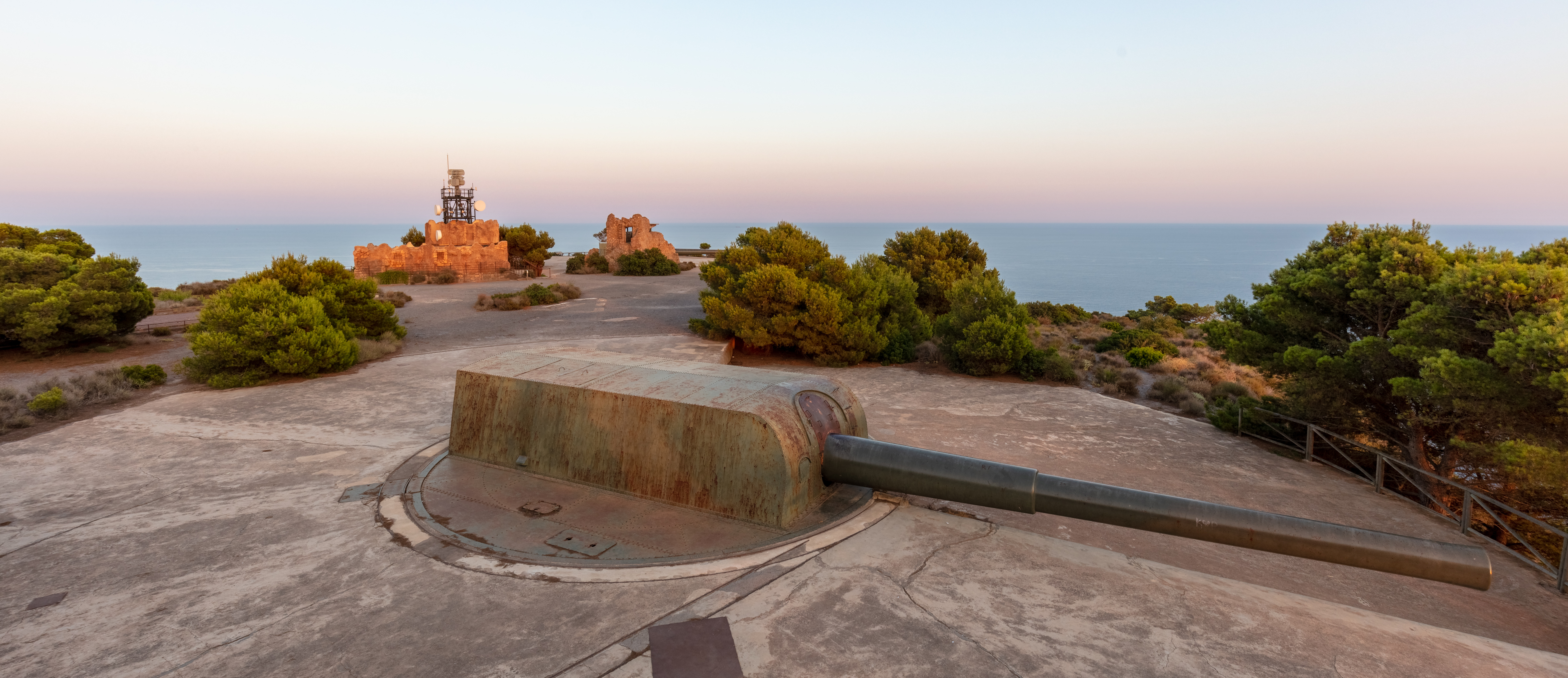
Cañón Vickers Modelo 1926 de 381/45 mm, situado al sureste.
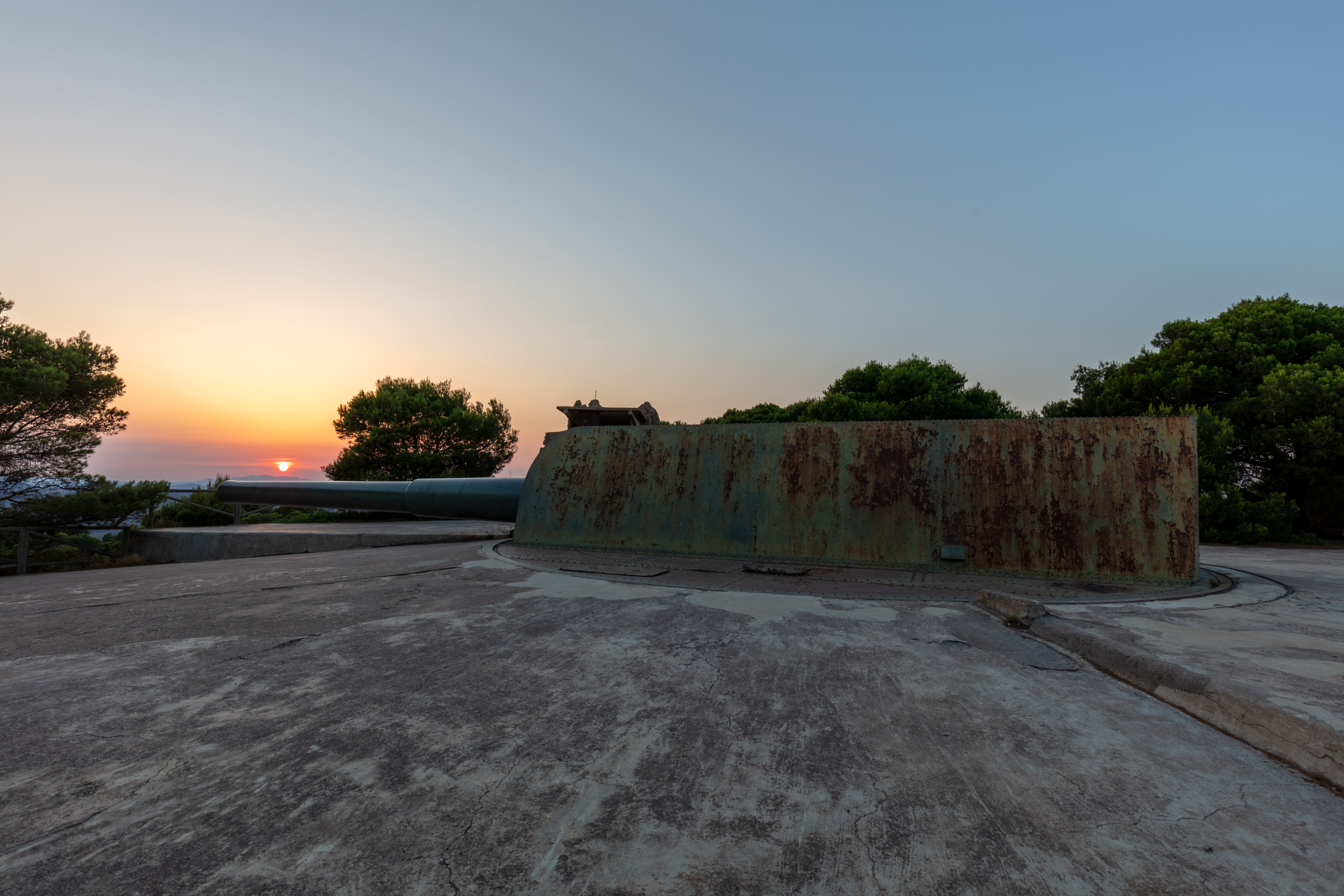
Segundo cañón, situado al noroeste.
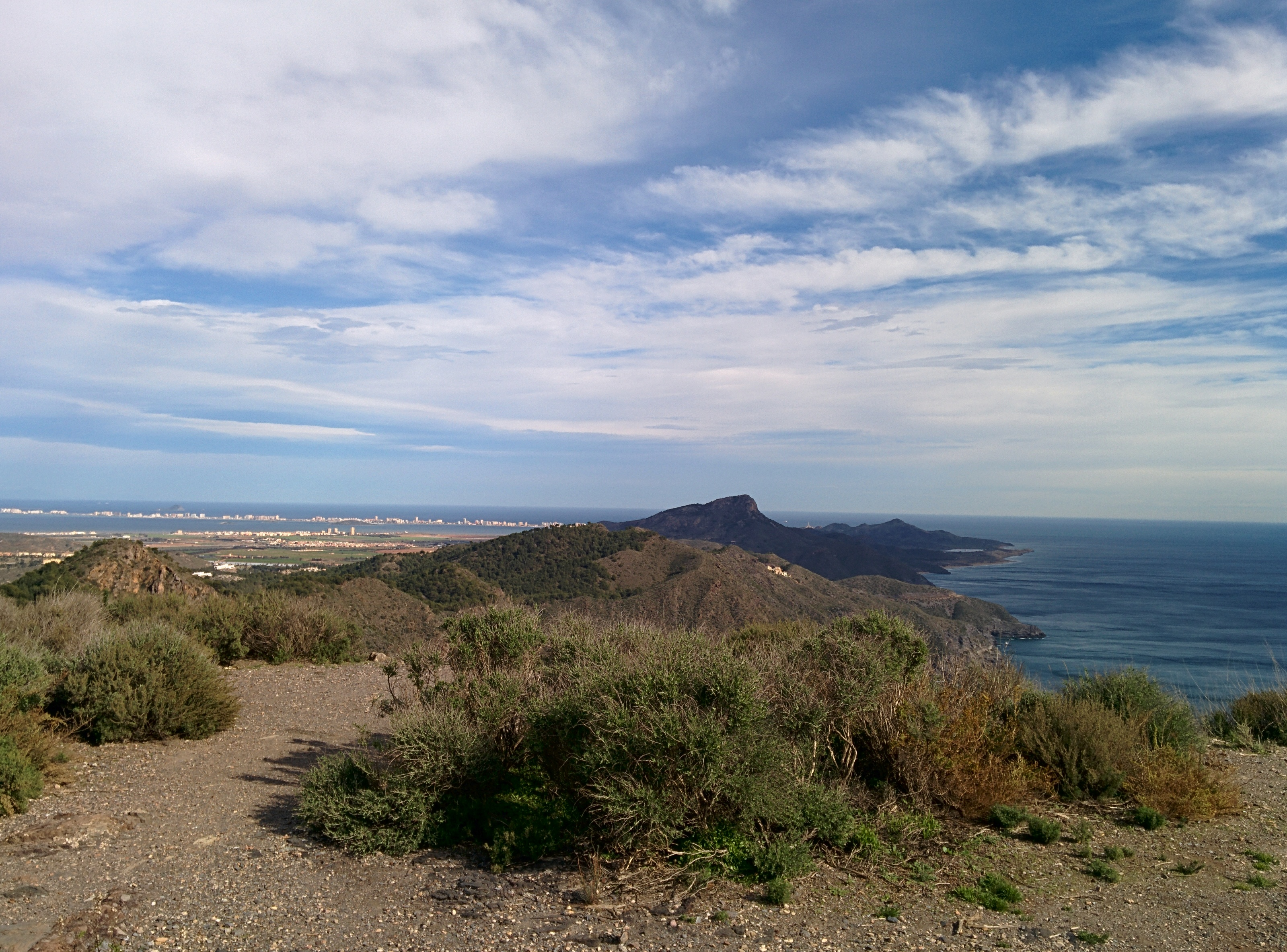
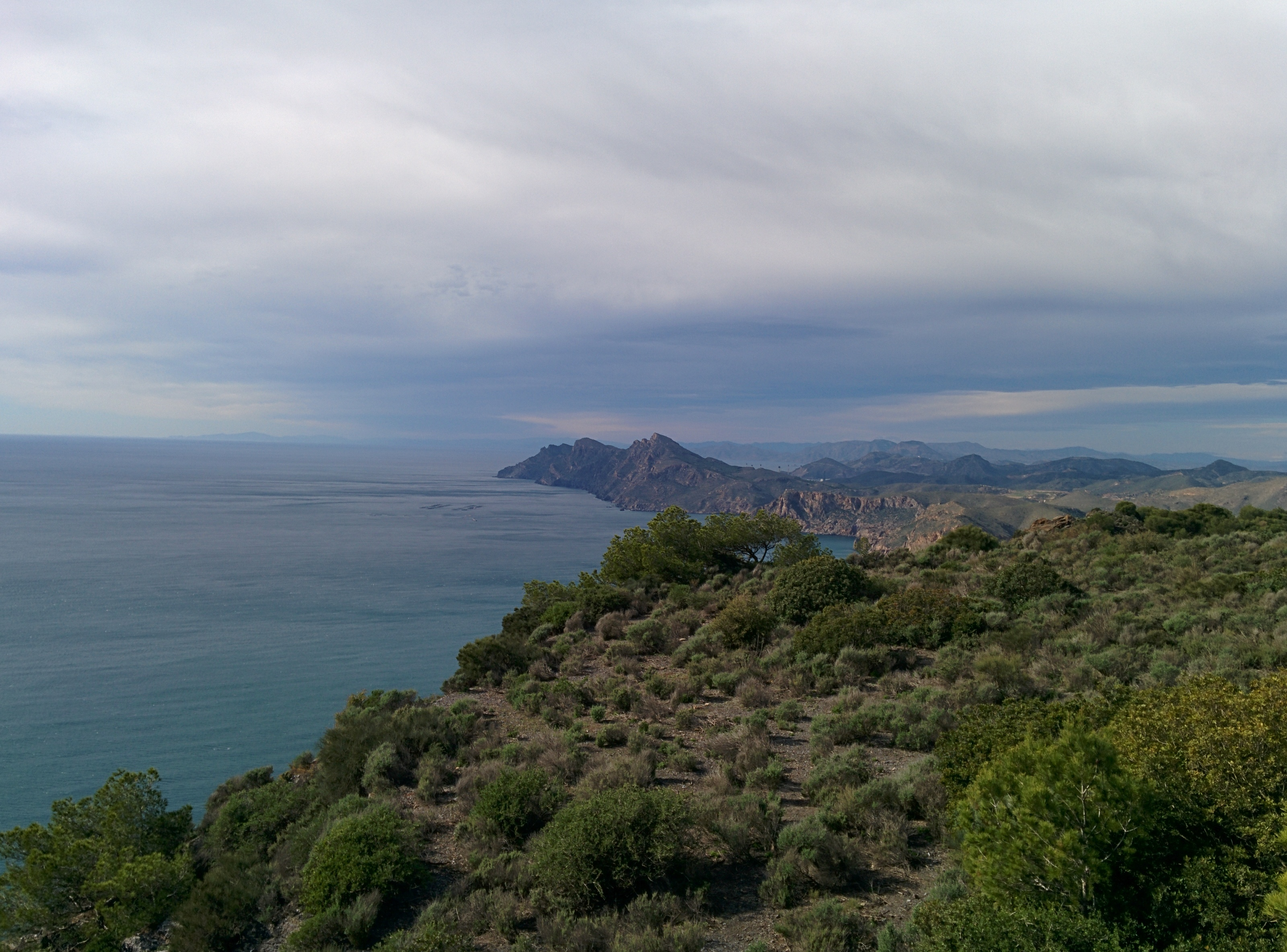